# Tiokwasy
Tiokwasy (ze starogreckiego: θεῖον (theion) - siarka) – grupa organicznych związków chemicznych, będących siarkowymi analogami kwasów karboksylowych, w których 1 lub 2 atomy tlenu zostały zastąpione atomami siarki.
Nazwa tiokwasy może odnosić się też do nieorganicznych kwasów, w których atomy tlenu zostały zastąpione atomami siarki. Przykładem takiego nieorganicznego tiokwasu może być kwas tiocynowy (IV) - H2SnS3.